# Tranzscheliella hypodytes
Tranzscheliella hypodytes är en svampart som först beskrevs av Diederich Franz Leonhard von Schlechtendal, och fick sitt nu gällande namn av Vánky & McKenzie 2002. Tranzscheliella hypodytes ingår i släktet Tranzscheliella och familjen Ustilaginaceae.   Inga underarter finns listade i Catalogue of Life.